# Ghatam

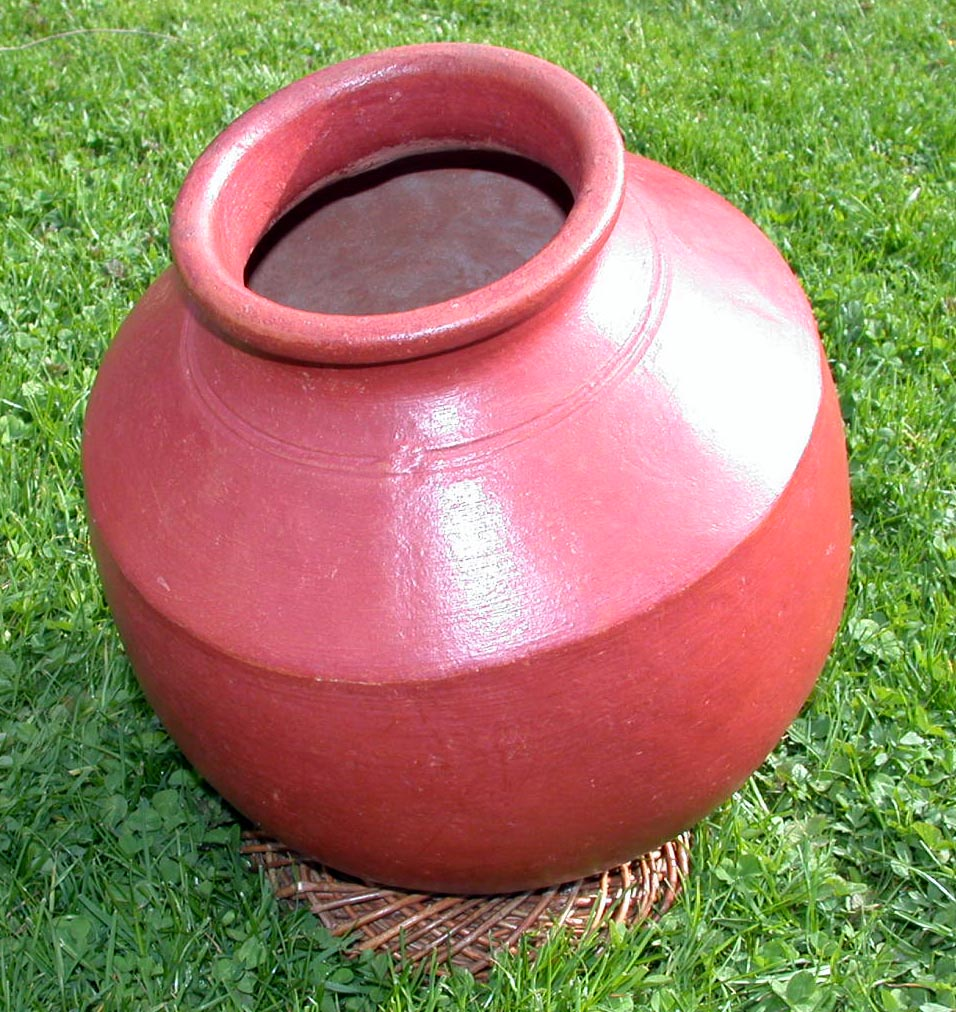
Ghatam

Ghatam je bicí hudební nástroj používaný především v jihoindické karnátacké hudbě, kde se objevuje nejčastěji ve spojení s bubnem mridanga. Dnes se používá v celé Indii především pro doprovod zpěvu, ale i smyčcových nebo dechových nástrojů. Kromě názvu ghatam se lze setkat i s označením gatham či gattam, podobné jsou i nástroje matki, matka nebo noot z Kašmíru.
Podle Sachs-Hornbostelovy klasifikace hudebních nástrojů patří ghatam současně mezi aerofony a idiofony.

## Popis
Ghatam je keramická nádoba s krátkým a širokým hrdlem. Průměr ghatamu bývá 35 - 50 cm, otvoru hrdla měří 10 - 15 cm. Obvyklá tloušťka stěny je 5 - 10 mm, u některých nástrojů však přesahuje 2 cm. Na zvuk nástroje má kromě tvaru a rozměrů vliv také použitá keramická hlína, její složení, postup výroby a vypalovací teplota. Pro zlepšení zvuku těla nástroje se do keramické hlíny někdy přidávají kovové piliny.
Existují dva základní typy ghatamů. V jihoindických městech Manamadurai a Panruti se vyrábějí nástroje, která obsahují v hlíně mosazné příměsi. Mají proto kovový zvuk, tvrdý povrch a jsou velmi trvanlivé. Jejich stěny jsou silné, nástroje jsou těžké a hra na ně je náročná. Proto jsou dnes oblíbené ghatamy vyráběné v okolí Madrasu. Tyto nástroje mají tenčí stěny, jsou proto lehčí a lze na ně snáze hrát rychlé a složité rytmy. Nástroje z Madrasu mají však méně výrazný zvuk a jsou křehčí.
Hráči mívají i několik desítek ghatamů různého ladění a vybírají nástroj podle základního tónu hrané skladby.

## Technika hry
Tradičně se při hře na ghatam sedí na zemi, nástroj se drží v klíně a otvor směřuje k břichu hráče. Někdy se nástroj otáčí a otvor pak směřuje vzhůru nebo vodorovně směrem k posluchačům. Hluboký zvuk zvaný „gumki“ vzniká při úderu otevřenou dlaní na hrdlo. Při přitisknutí otvoru k holému břichu vzniká hlubší tón. Množství vyšších tónů vzniká při úderech na různá místa těla nástroje. Při těchto úderech se používají prsty, dlaně, zápěstí nebo i klouby prstů a nehty.

## Historie
Ghatam se pravděpodobně vyvinul z keramických nádob používaných v domácnosti.